# Bayadera chittaranjani
Bayadera chittaranjani är en trollsländeart som beskrevs av Lahiri 2003. Bayadera chittaranjani ingår i släktet Bayadera och familjen Euphaeidae. Inga underarter finns listade i Catalogue of Life.